# Джание
Джание е град в провинция Гансу в Северен Китай. Населението му е 1 224 200 жители (по приблизителна оценка от 2016 г.). Има площ от 42 000 кв. км. Бил е по трасето на Пътя на коприната.